# Halejeuka (obwód homelski)
Halejeuka (biał. Галееўка; ros. Галеевка, Galejewka; pol. hist. Halejówka) – wieś na Białorusi, w obwodzie homelskim, w rejonie homelskim, w sielsowiecie Uryckaje, nad Uzą.
W XIX i w początkach XX w. wieś i majątek ziemski należący do Pereświat-Sołtanów. Położona była wówczas w Rosji, w guberni mohylewskiej, w powiecie homelskim. Następnie w granicach Związku Sowieckiego. Od 1991 w niepodległej Białorusi.